# (500517) 2012 TR298
(500517) 2012 TR298 es un asteroide perteneciente al cinturón exterior de asteroides, descubierto el 22 de octubre de 2006 por el equipo del Mount Lemmon Survey desde el Observatorio del Monte Lemmon, Arizona, Estados Unidos.

## Designación y nombre
Designado provisionalmente como 2012 TR298.

## Características orbitales
2012 TR298 está situado a una distancia media del Sol de 3,201 ua, pudiendo alejarse hasta 3,558 ua y acercarse hasta 2,843 ua. Su excentricidad es 0,111 y la inclinación orbital 8,561 grados. Emplea 2092,11 días en completar una órbita alrededor del Sol.

## Características físicas
La magnitud absoluta de 2012 TR298 es 16,4. 